# Jean Augustin Daiwaille
Jean Augustin Daiwaille, né le 6 août 1786 à Cologne (Saint-Empire) et mort le 11 avril 1850 à Rotterdam (Pays-Bas), est un peintre néerlandais d'origine allemande spécialisé dans la peinture de portraits.

## Biographie
Jean Augustin Daiwaille naît à Cologne en 1786. Il étudie la peinture à Amsterdam auprès d'Adriaan de Lelie. Il devient directeur de l'Académie royale des beaux-arts d'Amsterdam de 1820 à 1826. Par la suite, il s'installe à Rotterdam, où il rencontre beaucoup de succès avec ses peintures de portraits. Il y décède en 1850.

## Galerie

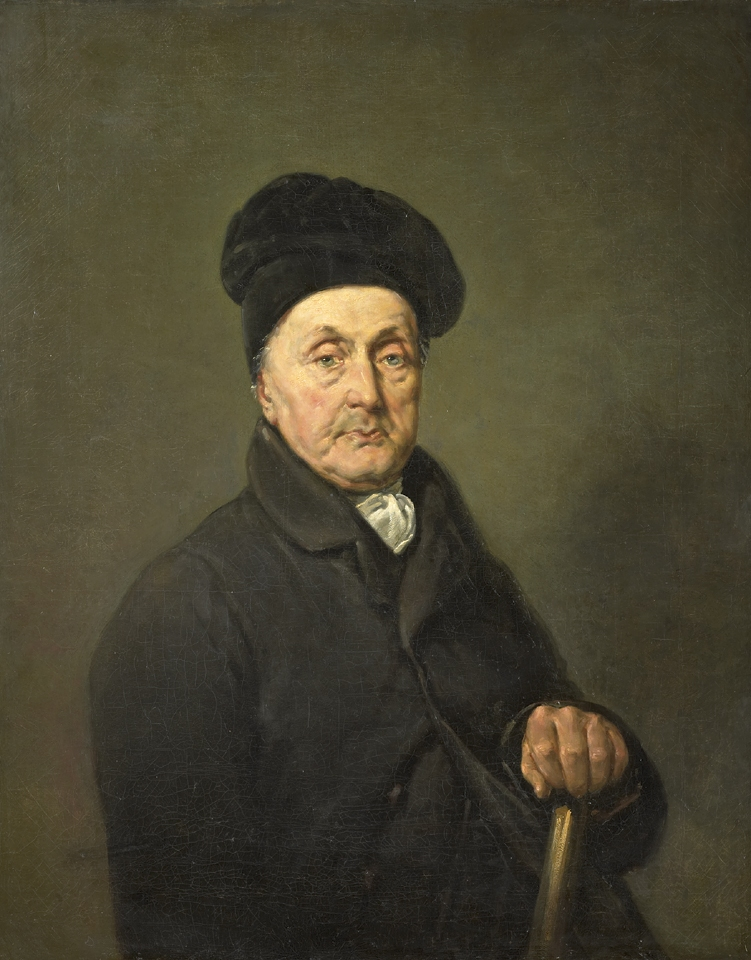
Hendrik van Demmeltraadt, 1810, Rijksmuseum.
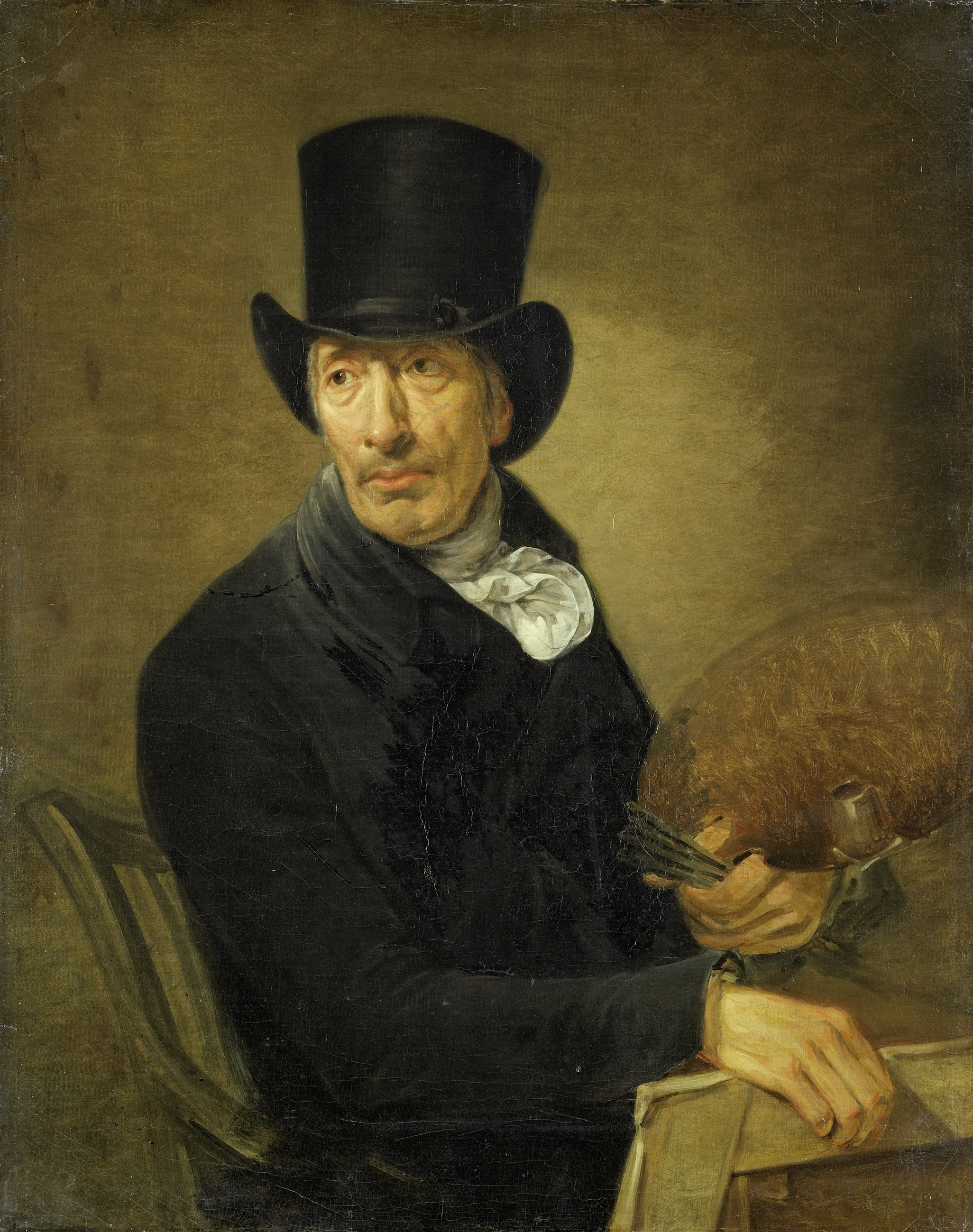
Pieter Barbiers II (nl), entre 1810 et 1830, Rijksmuseum.
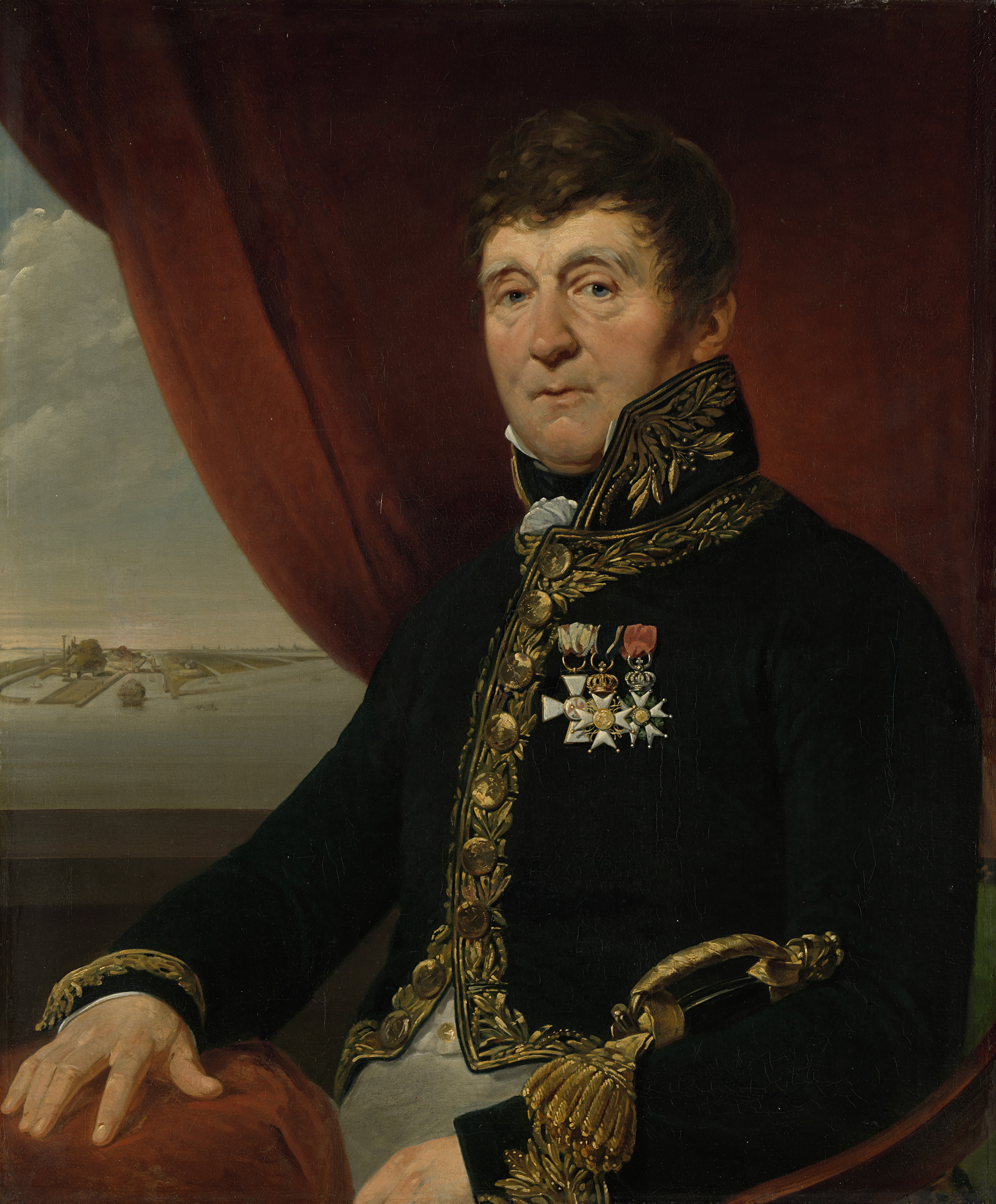
Jan Blanken, Jr., entre 1820 et 1830, Rijksmuseum.
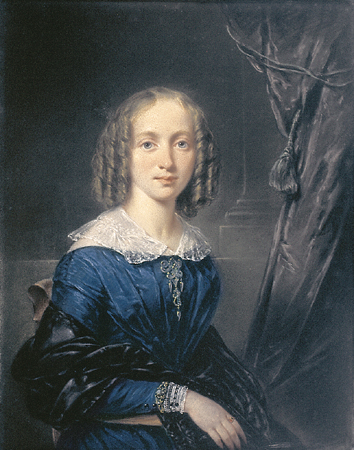
Elise Therese Koekkoek (fille de Daiwaille), vers 1835, collection privée.